# Marcel Reich-Ranicki
Marcel Reich-Ranicki (Włocławek, Polonia, 2 de junio de 1920-Fráncfort, 18 de septiembre de 2013) fue un destacado crítico literario y escritor alemán de origen judío-polaco, conocido como el «papa de la literatura alemana» y miembro de la asociación literaria Gruppe 47.

## Vida
Reich-Ranicki fue durante varios años director de las páginas literarias del Frankfurter Allgemeine Zeitung, pero su mayor influencia la logró desde el programa de televisión El cuarteto literario del canal público ZDF, con el que consiguió un inusitado éxito y que condujo entre 1988 y 2001. En él comentó y analizó más de 400 libros, siempre con su dedo índice erguido, en actitud pedagógica. El crítico, judío y superviviente del gueto de Varsovia, fue uno de los impulsores del éxito de escritores como el español Javier Marías o el holandés Cees Nooteboom.
Los juicios de Reich-Ranicki eran temidos por editores y escritores y, cuando se trataba de escritores consagrados, solía desatar grandes polémicas. Con algunos de los grandes de la literatura alemana, como Günter Grass y Martin Walser, Reich-Ranicki tuvo una relación ambigua a lo largo de su carrera. Cuando salió a luz El tambor de hojalata (1959), la novela que consagró a Grass, Reich-Ranicki destrozó el libro en una reseña de la que posteriormente se retractó. Otros libros de Grass, como Encuentro en Telgte (1979), fueron comentados elogiosamente por Reich-Ranicki.
Sin embargo, la relación entre Grass y Reich-Ranicki se rompió definitivamente cuando se publicó Es cuento largo (1995), ante el cual el crítico reaccionó con una carta abierta publicada en la revista Der Spiegel en la que calificaba la novela de "ilegible" y acusaba a Grass de minimizar la represión en la extinta RDA. Lo que más polémica desató en esa ocasión fue la portada de Der Spiegel en la que aparecía Reich-Ranicki con cara de ira y partiendo en dos el libro de Grass.
Las críticas a la obra de Martin Walser, por su parte, afectaron tanto a este escritor que terminaron llevándolo a escribir una novela en clave, La muerte de un crítico (2002), en la que se imaginaba el asesinato de un personaje claramente identificable como Reich-Ranicki. Ya consagrado como crítico literario, Reich-Ranicki escribió y publicó en 1999 su autobiografía, Mi vida (Mein Leben), que terminó convirtiéndose en un superventas.
Su última "magna obra", según confesión personal, fue la gran antología de la literatura alemana titulada Der Kanon. Die deutsche Literatur (El Canon de la literatura alemana), que comprende 5 tomos sobre novela, cuento, teatro, poesía y ensayo, aparecidos entre 2002 y 2006 en Fráncfort del Meno.
En marzo de 2013 se hizo público que Marcel Reich-Ranicki padecía un cáncer, que fue tratado en su casa de Fráncfort. Pese a esto, continuó escribiendo con regularidad sus críticas para el Frankfurter Allgemeine Zeitung (FAZ).

## Obras (en alemán)
- Literarisches Leben in Deutschland. Kommentare u. Pamphlete. Múnich: Piper 1965.
- Deutsche Literatur in Ost und West. Piper 1966.
- Literatur der kleinen Schritte. Deutsche Schriftsteller heute. Piper 1967.
- Die Ungeliebten. Sieben Emigranten. 1968.
- Über Ruhestörer. Juden in der deutschen Literatur. Piper 1973.
- Nachprüfung, Aufsätze über deutsche Schriftsteller von gestern. Piper 1977.
- (Ed.) Frankfurter Anthologie. Volume 1–27, Frankfurt: Insel 1978–2004.
- Entgegnung, Zur deutschen Literatur der siebziger Jahre. Deutsche Verlags-Anstal 1981
- Mehr als ein Dichter: über Heinrich Böll. Kiepenheuer & Witsch, Köln 1986, ISBN 3-462-01792-6
- Thomas Mann und die Seinen. Stuttgart: Deutsche Verlags-Anstal 1987, ISBN 3-421-06364-8
- Lauter Verrisse. Múnich: DTV 1993, ISBN 3-423-11578-5
- Die Anwälte der Literatur. Deutsche Verlags-Anstalt 1994
- Mein Leben. Deutsche Verlags-Anstalt 1999, ISBN 3-423-13056-3
- Sieben Wegbereiter. Schriftsteller des 20. Jahrhunderts. Múnich: Deutsche Verlags-Anstalt 2002, ISBN 3-421-05514-9
- Meine Bilder. Porträts und Aufsätze. Deutsche Verlags-Anstalt 2003, ISBN 3-421-05619-6
- Unser Grass. Deutsche Verlags-Anstalt 2003, ISBN 3-421-05796-6
- Vom Tag gefordert. Reden in deutschen Angelegenheiten. DTV 2003, ISBN 3-423-13145-4
- Meine Geschichten. Von Johann Wolfgang von Goethe bis heute. Insel, 2003, ISBN 3-458-17166-5
- Der Kanon. Die deutsche Literatur. Romane. 20 Bände und ein Begleitband. Insel, Frankfurt 2002, Schuber, ISBN 3-458-06678-0
- Der Kanon. Die deutsche Literatur. Erzählungen. 10 Bände und ein Begleitband. Insel, Frankfurt 2003, Schuber, ISBN 3-458-06760-4
- Der Kanon. Die deutsche Literatur. Dramen. 8 Bände und ein Begleitband. Insel, Frankfurt 2004, Schuber, ISBN 3-458-06780-9
- Der Kanon. Die deutsche Literatur. Gedichte. 7 Bände und ein Begleitband. Insel, Frankfurt 2005, Schuber, ISBN 3-458-06785-X
- Der Kanon. Die deutsche Literatur. Essays. 5 Bände und ein Begleitband. Insel, Frankfurt 2006, Schuber, ISBN 3-458-06830-9

## Traducciones al español
- Thomas Mann y los suyos: ensayo [Thomas Mann und die Seinen, 1987]. Madrid: Tusquets Editores, 1989. (Colección Ensayo; 6).  ISBN 978-84-7223-128-3
- Más que un poeta: sobre Heinrich Böll [Mehr als ein Dichter: über Heinrich Böll, 1986]. Valencia: Alfons el Magnānim. Institució Valenciana d'Estudis i Investigació, 1994. (Volumen 9 de Biblioteca Debats).
- Mi Vida [Mein Leben, 1999]. Traducción de José Luis Gil Aristu. Barcelona: Galaxia Gutenberg; Círculo de Lectores, 2000. ISBN 978-84-2268-470-1
- Siete precursores: escritores del siglo XX [Sieben Wegbereiter. Schriftsteller des 20. Jahrhunderts, 2002]. Barcelona: Galaxia Gutenberg, Círculo de Lectores, 2003. ISBN 978-84-6720-446-9 (Contiene escritos sobre Arthur Schnitzler, Thomas Mann, Alfred Döblin, Robert Musil, Franz Kafka, Kurt Tucholsky y Bertolt Brecht).
- Los abogados de la literatura [Die Anwälte der Literatur, 1994]. Barcelona: Galaxia Gutenberg; Círculo de Lectores, 2006. ISBN 978-84-8109-606-4
- Sobre la crítica literaria (Introducción a Lauter Verrisse, 2002). Traducción de Juan de Sola. Barcelona: Elba, 2014. ISBN 978-84-9422666-4-9